# Lubomír Procházka
Lubomír Procházka (30. dubna 1922 Praha – 5. srpna 2012 Ostrava) byl operní pěvec, sólista opery Státního divadla v Ostravě.
Věnoval se také malbě, kterou studoval soukromě. V jeho díle převažovala krajinomalba. Angažoval se v ostravské skupině výtvarníků Chagall.
Jeho otcem byl významný baptistický kazatel a teolog Jindřich Procházka. Jeho syn (také jménem Jindřich) je režisérem ostravského studia České televize.